# Llista de topònims de Vilamaniscle
Llista de topònims (noms propis de lloc) del municipi de Vilamaniscle, a l'Alt Empordà
Informació actualitzada per un bot. Els canvis manuals es perdran quan s'actualitzi!

## casa
| imatge | Nom                                | Ubicat a     | instància de | Detalls                                  | coordenades                                                                                                 | Protecció                                            | Commons (més fotos)                | Dades a WD                    |
| ------ | ---------------------------------- | ------------ | ------------ | ---------------------------------------- | --- | ---------------------------------------------------- | ---------------------------------- | ----------------------------- |
|        | Can Gorgot                         | Vilamaniscle | casa         | Estil: arquitectura popular 17th century | 42° 22′ 32″ N, 3° 04′ 01″ E / 42.3755°N,3.06708°E ca:Carrer de la Pujada del Castell, Vilamaniscle 165 msnm | bé d'interès cultural bé cultural d'interès nacional | El Castell (Vilamaniscle)          | Modifica les dades a Wikidata |
|        | can Gironell                       | Vilamaniscle | casa         | Estil: arquitectura popular 19th century | 42° 22′ 33″ N, 3° 04′ 07″ E / 42.375712°N,3.068582°E ca:C. Sant Josep, 9-11 159 msnm                        | bé integrant del patrimoni cultural català           | Can Gironell (Vilamaniscle)        | Modifica les dades a Wikidata |
|        | habitatge al carrer Lluís Pagès, 9 | Vilamaniscle | casa         | Estil: arquitectura popular 20th century | 42° 22′ 32″ N, 3° 04′ 06″ E / 42.375476°N,3.068421°E ca:C. Lluís Pagès, 9 (abans 4) 154 msnm                | bé integrant del patrimoni cultural català           | Habitatge al carrer Lluís Pagès, 9 | Modifica les dades a Wikidata |

## masia
| imatge | Nom         | Ubicat a     | instància de | Detalls | coordenades                                                         | Protecció | Commons (més fotos) | Dades a WD                    |
| ------ | ----------- | ------------ | ------------ | ------- | ------------------------------------------------------------------- | --------- | ------------------- | ----------------------------- |
|        | Can Miqueló | Vilamaniscle | masia        |         | 42° 22′ 35″ N, 3° 04′ 13″ E / 42.3763257177022°N,3.07020709076761°E |           |                     | Modifica les dades a Wikidata |
|        | Mas Boterós | Vilamaniscle | masia        |         | 42° 22′ 14″ N, 3° 03′ 06″ E / 42.3706°N,3.05179°E                   |           |                     | Modifica les dades a Wikidata |
|        | Mas Pòlit   | Vilamaniscle | masia        |         | 42° 22′ 29″ N, 3° 04′ 28″ E / 42.37481111°N,3.07436111°E            |           |                     | Modifica les dades a Wikidata |

## serra
| imatge | Nom                          | Ubicat a                        | instància de | Detalls | coordenades                                                         | Protecció | Commons (més fotos) | Dades a WD                    |
| ------ | ---------------------------- | ------------------------------- | ------------ | ------- | ------------------------------------------------------------------- | --------- | ------------------- | ----------------------------- |
|        | serra de la Baga d'en Ferran | Garriguella Llançà Vilamaniscle | serra        |         | 42° 22′ 43″ N, 3° 04′ 54″ E / 42.3785°N,3.08173°E 335 msnm          |           |                     | Modifica les dades a Wikidata |
|        | serra del Mal Bosc           | Rabós Vilamaniscle              | serra        |         | 42° 23′ 26″ N, 3° 04′ 17″ E / 42.39062778°N,3.07129444°E 391.2 msnm |           |                     | Modifica les dades a Wikidata |

## Misc
| imatge | Nom                               | Ubicat a                                                                                                  | instància de                                                                   | Detalls                                  | coordenades                                                                            | Protecció                                  | Commons (més fotos)                  | Dades a WD                    |
| ------ | --------------------------------- | --- | ------------------------------------------------------------------------------ | ---------------------------------------- | -------------------------------------------------------------------------------------- | ------------------------------------------ | ------------------------------------ | ----------------------------- |
|        | Massís de l'Albera                | Vilamaniscle Cantallops Colera Espolla Garriguella la Jonquera Llançà Portbou Rabós Sant Climent Sescebes | Pla d'Espais d'Interès Natural àrea protegida                                  | 1992 Superfície: 16378.90093ha           |                                                                                        |                                            |                                      | Modifica les dades a Wikidata |
|        | Pou públic                        | Vilamaniscle                                                                                              | estructura arquitectònica                                                      |                                          | 42° 22′ 29″ N, 3° 04′ 00″ E / 42.37462615966797°N,3.066673994064331°E ca:Plaça del Pou |                                            |                                      | Modifica les dades a Wikidata |
|        | Puig dels Estanys                 | Vilamaniscle Rabós                                                                                        | muntanya                                                                       |                                          | 42° 23′ 14″ N, 3° 03′ 57″ E / 42.3873°N,3.06581°E 214.3 msnm                           |                                            |                                      | Modifica les dades a Wikidata |
|        | Raval de la Font                  | Vilamaniscle                                                                                              | nucli de població                                                              |                                          | 42° 22′ 42″ N, 3° 04′ 01″ E / 42.378444850232°N,3.0668893594938°E                      |                                            |                                      | Modifica les dades a Wikidata |
|        | Sant Gil de Vilamaniscle          | Vilamaniscle                                                                                              | església                                                                       | Estil: arquitectura popular              | 42° 22′ 26″ N, 3° 04′ 08″ E / 42.374°N,3.06902°E                                       | bé integrant del patrimoni cultural català | Sant Gil de Vilamaniscle             | Modifica les dades a Wikidata |
|        | Travessia dels Porxos             | Vilamaniscle                                                                                              | passatge                                                                       | Estil: arquitectura popular 19th century | 42° 22′ 31″ N, 3° 04′ 05″ E / 42.375217°N,3.06803°E ca:C. del Sol 151 msnm             | bé integrant del patrimoni cultural català | Travessia dels Porxos (Vilamaniscle) | Modifica les dades a Wikidata |
|        | Vilamaniscle                      | Vilamaniscle                                                                                              | entitat singular de població ens local històric de Catalunya capital municipal | 202 hab                                  | 42° 22′ 31″ N, 3° 04′ 03″ E / 42.37522°N,3.06755°E 163 msnm                            |                                            |                                      | Modifica les dades a Wikidata |
|        | casa consistorial de Vilamaniscle | Vilamaniscle                                                                                              | casa consistorial                                                              |                                          | 42° 22′ 30″ N, 3° 04′ 02″ E / 42.3749426°N,3.0673293°E                                 |                                            |                                      | Modifica les dades a Wikidata |